# إبراهيما كونيه
فيكتوريان أديبايور واسمه أديبايور زكاري فيكتوريان أدج (12 نوفمبر 1996 بالنيجر - ) هو لاعب كرة قدم نيجري في مركز الوسط. شارك مع منتخب النيجر لكرة القدم.

## وصلات خارجية
- إبراهيما كونيه على موقع الاتحاد الدولي (مؤرشف)  (الإنجليزية)
- إبراهيما كونيه على موقع قاعدة بيانات كرة القدم.إي يو (الإنجليزية)
- إبراهيما كونيه على موقع ناشيونال فوتبول تيمز (الإنجليزية)